# 尤峰崎
尤峰崎（1983年—）是一位美国华人化学工程师。

## 生平
1983年出生于福建省泉州市，2005年毕业于清华大学化学工程系，2009年获得康奈尔大学博士学位。同年加入阿贡国家实验室继续博士后工作，2011年担任西北大学 (伊利诺伊州)化工系助理教授，2016年担任康奈尔大学化学工程与生物分子工程系教授。此外还是学术期刊编辑。

## 荣誉
- 2017年获得美国化学工程学会环境领域杰出青年奖[12]
- 2017年获得美国化学工程学会可持续发展卓越研究奖[13]
- 2020年获得美國自動控制委員會奥·雨果·舒克最佳论文奖[14][15]